# St. Pankratius (Belecke)

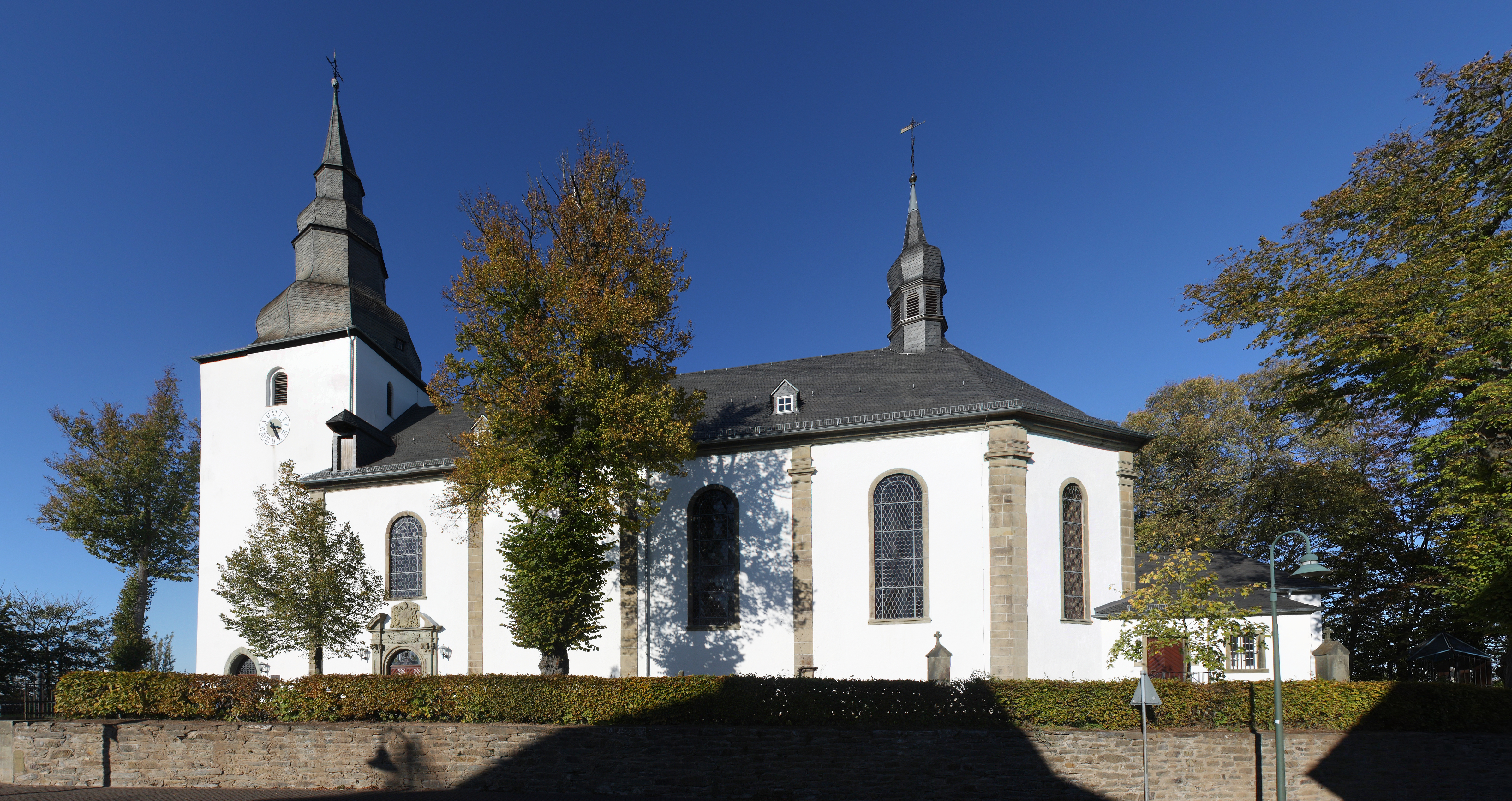
Pfarrkirche St. Pankratius

Die Pfarrkirche St. Pankratius ist ein denkmalgeschütztes Kirchengebäude in Belecke, einem Ortsteil von Warstein im Kreis Soest (Nordrhein-Westfalen).

## Geschichte und Architektur

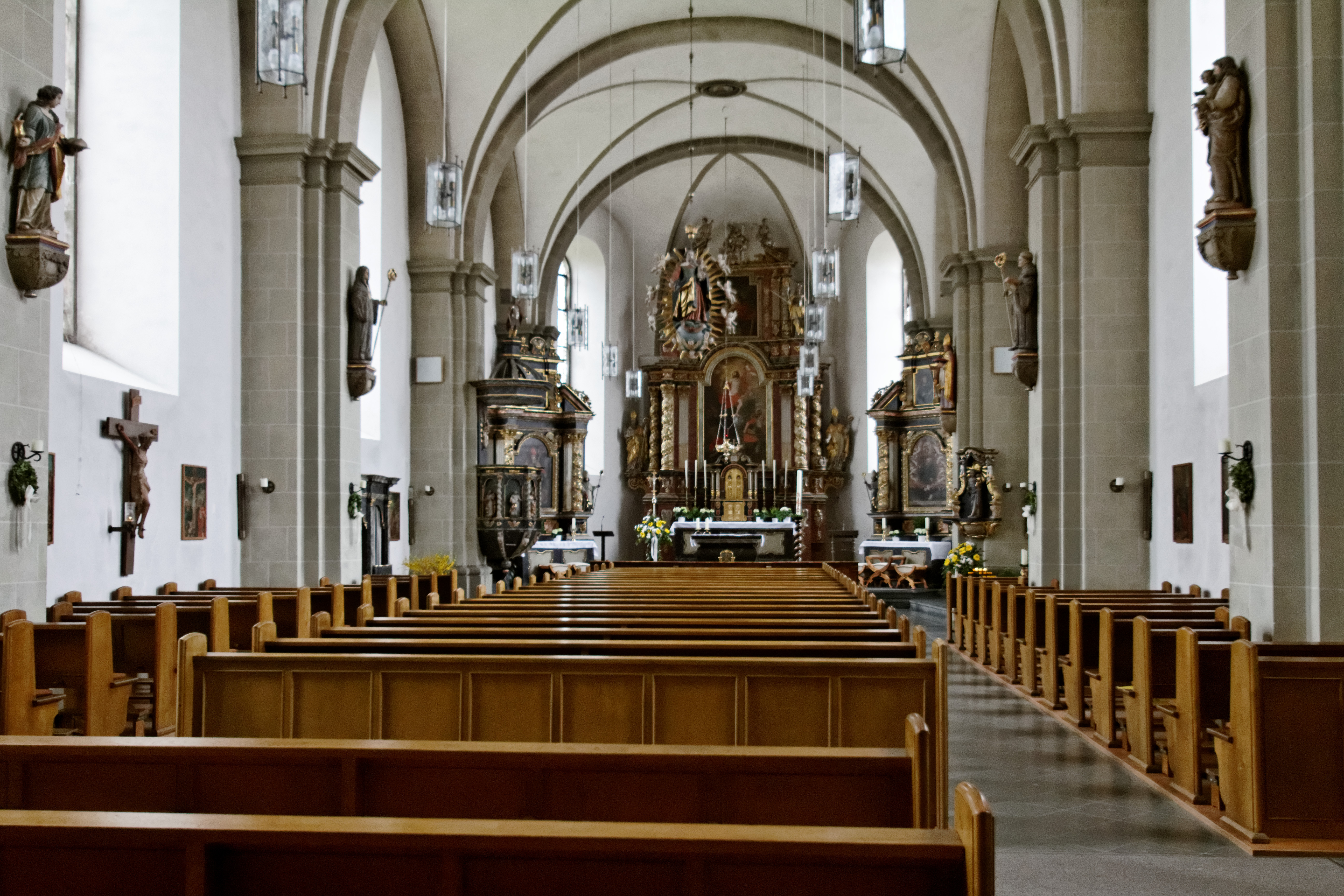
Blick durch die Kirche

Die erste Kirche wurde 1087 durch den Erzbischof Sigwin von Köln geweiht. Von dieser Kirche stammt der bis heute erhaltene romanische Westturm. Im Zusammenhang mit der Verleihung der Pfarrrechte wurde 1296 ein neues Gebäude errichtet. Dem Turm wurde 1682 unter der Leitung von Hans von Mellrich eine gestufte Haube aufgesetzt. Die Sakristei wurde 1834 angebaut und 1934 erneuert. 
Die ehemalige Propsteikirche war bis 1803 dem Kloster Grafschaft inkorporiert. Der barocke Saal von vier Joch mit einem 3/6-Chorschluss wurde von 1749 bis 1750 von Dietrich Hermann Röper errichtet. Der schlichte Putzbau ist durch Pilaster und Kranzgesims in Grünsandstein gegliedert. Die hohen Fenster sind rundbogig, das einfache gotische Portal befindet sich heute in der Südwand des Turmes. Das barocke Südportal ist mit 1749 bezeichnet. Die Turmhalle ist spitzbogig zum Kirchenschiff geöffnet. Im Saal ruhen Kreuzgratgewölbe mit Scheitelringen über kräftig gestuften Wandpfeilern.

## Ausstattung

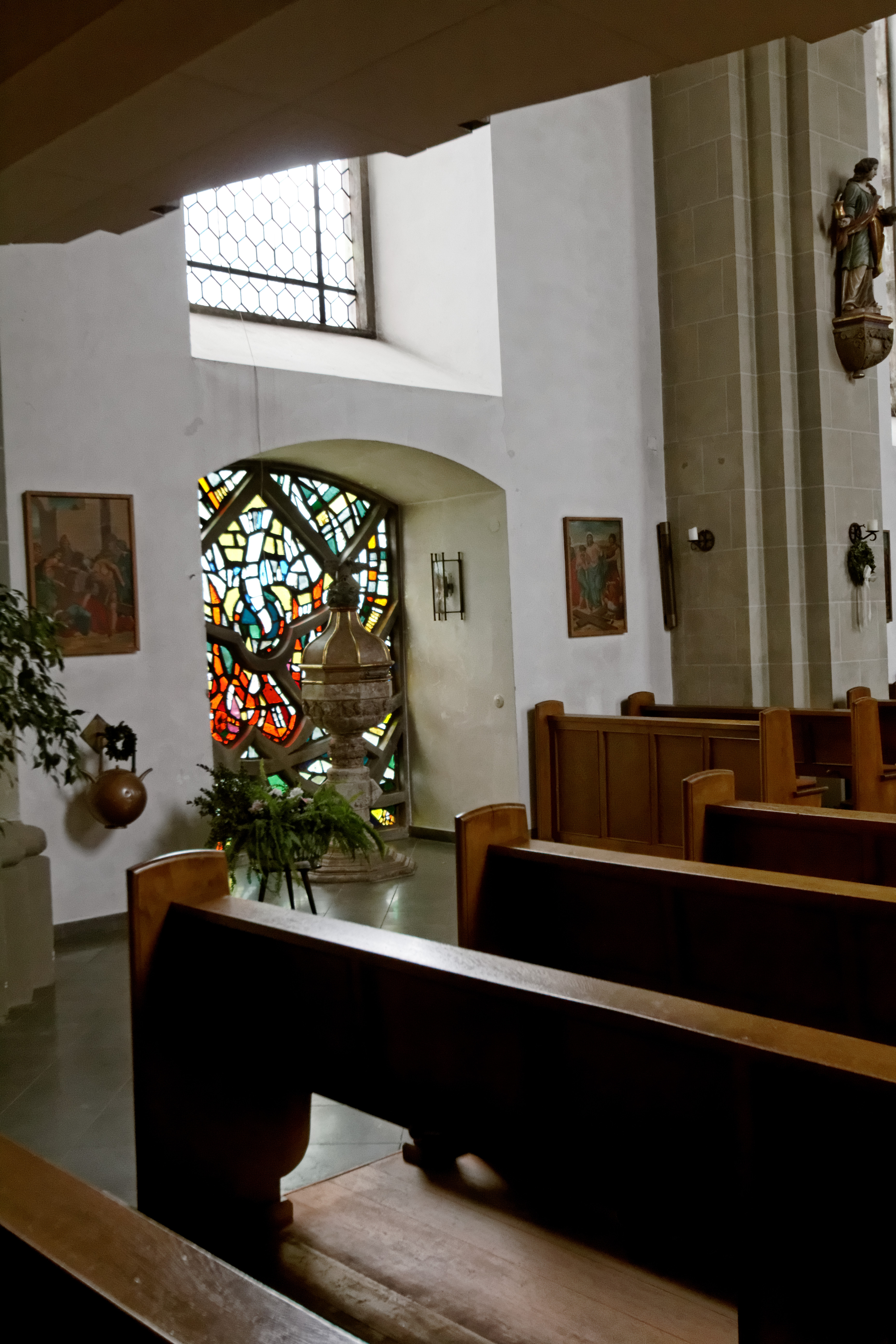
Blick auf den Taufstein

- Der Hauptaltar und die schlichteren Seitenaltäre sind wohl Arbeiten von Johann Sasse, sie wurden ehemals durch den Fürstbischof Ferdinand von Fürstenberg dem Kloster Grafschaft gestiftet. In die Propsteikirche wurden sie 1750 überführt.
- Die Kanzel wurde in der zweiten Hälfte des 17. Jahrhunderts angefertigt.
- Die Rokokokommunionbänke mit Intarsien wurden 1745 gebaut und 1810 aus der Klosterkirche Grafschaft überführt.
- Das Kruzifix von der zweiten Hälfte des 14. Jahrhunderts stammt aus der Sichenkapelle Heilig-Kreuz.
- Das Gnadenbild wurde im 3. Viertel des 14. Jahrhunderts stand bis 1804 im aufgelösten Kloster Odacker bei Hirschberg.
- Die Pietà wurde um 1900 in der Werkstatt Anton Mormann geschaffen.
- Der Westturm trägt vier Bronzeglocken, gestimmt auf d', f', g' und a'. Die Annoglocke d' ist aus Sondermessing und wurde 1938 in Brilon gegossen. Die drei kleinen Glocken entstanden 1949 bei der Glockengießerei Petit & Gebr. Edelbrock in Gescher. Im Dachreiter hängen zwei Kleppglocken, gestimmt auf fis" und h".